# Serie Final de la Liga Dominicana de Baloncesto 2006
La Serie Final de la Liga Dominicana de Baloncesto 2006 fue la serie definitiva para la Liga Dominicana de Baloncesto 2006. La serie se disputó del 17 al 27 de septiembre de 2006. Los campeones del Circuito Norte, los Metros de Santiago vencieron a los campeones del Circuito Sur de la Liga Nacional de Baloncesto, los Constituyentes de San Cristóbal en el séptimo y último partido de la serie (4-3). El puertorriqueño Carmelo Lee fue elegido como Jugador Más Valioso de la Serie Final, convirtiéndose en el primer jugador extranjero en ganar el premio.

## Trayectoria hasta la Serie Final
Estos son los resultados de ambos equipos desde el comienzo de la temporada:
| Circuito | Equipo                          | Serie regular           | Serie Final del Circuito                        |
| -------- | ------------------------------- | ----------------------- | ----------------------------------------------- |
| Norte    | Metros de Santiago              | 13-10 (1º del circuito) | Derrotaron a los Marineros de Puerto Plata, 3-2 |
| Sureste  | Constituyentes de San Cristóbal | 16-7 (1º del circuito)  | Derrotaron a los Cañeros de La Romana, 3-1      |

## Enfrentamientos en serie regular
Los Constituyentes ganaron la a serie particular 2-0.
| Fecha                |                                 | Resultado |                                 | Lugar                                         |
| -------------------- | ------------------------------- | --------- | ------------------------------- | --------------------------------------------- |
| 23 de julio de 2006  | Constituyentes de San Cristóbal | 114 - 96  | Metros de Santiago              | Polideportivo de San Cristóbal, San Cristóbal |
| 18 de agosto de 2006 | Metros de Santiago              | 79 - 88   | Constituyentes de San Cristóbal | Palacio de los Deportes de Santiago, Santiago |

## Serie Final

### Partido 1
| Fecha                    |                                 | Resultado |                    | Lugar                                         |
| ------------------------ | ------------------------------- | --------- | ------------------ | --------------------------------------------- |
| 17 de septiembre de 2006 | Constituyentes de San Cristóbal | 69 - 65   | Metros de Santiago | Polideportivo de San Cristóbal, San Cristóbal |

Los Constituyentes comenzaron liderando la serie tras ganar el primer encuentro 69 por 65 a los Metros. El primer periodo lo ganaron los de San Cristóbal con un resultado de 14-12, siendo liderados por Franklin Western y Kenny Satterfield quienes se combinaron para lograr 10 de los 14 puntos de ese periodo. Los Metros le dieron la vuelta al marcador tras finalizar la primera mitad 32 a 28 con 9 puntos de Ángel Sánchez en el segundo cuarto. El transcurso del partido fue muy igualado hasta el último cuarto donde con la ayuda del nigeriano Julius Nwosu, los Constituyentes se llevaron la victoria.
Kenny Satterfield lideró a los Constituyentes con 26 puntos, mientras que Julius Nwosu logró 13 puntos (11 en el último cuarto) y 8 rebotes, y Franklin Western registró 12 puntos. El armador Joel Ramírez fue el líder ofensivo de los Metros con 13 puntos, Ángel Sánchez logró 11, mientras que el puertorriqueño Carmelo Lee y Charlie Rodríguez registraron 10 puntos cada uno.

### Partido 2
| Fecha                    |                                 | Resultado |                    | Lugar                                         |
| ------------------------ | ------------------------------- | --------- | ------------------ | --------------------------------------------- |
| 19 de septiembre de 2006 | Constituyentes de San Cristóbal | 76 - 85   | Metros de Santiago | Polideportivo de San Cristóbal, San Cristóbal |

Los Metros derrotaron a los Constituyentes 85 por 76 para empatar la serie 1-1. A pesar de que los Constituyentes comenzaron liderando el partido tras finalizar la primera mitad con siete puntos de ventaja con el marcador 45 a 38, los Metros se llevaron el triunfo del segundo partido de la serie con seis jugadores logrando cifras dobles en la categoría de anotación. Desde el inicio del tercer cuarto, el quinteto de los Metros realizaron un juego sumamente ofensivo, siendo guiados en la acción por el armador Joel Ramírez, quien fue su mejor hombre ofensivo. Luego de este tercer parcial, los santiagueros pasaron a liderar el partido 64 a 58.
Los Metros fueron liderados por Joel Ramírez con 19 puntos, Ángel Sánchez y Franklin Matos con 14 cada uno, Charlie Rodríguez y Carmelo Lee con 12 tantos cada uno, mientras que Amaury Filión registró 10 puntos. Los Constituyentes fueron liderados por Franklin Western, quien fue el líder del partido con 21 puntos, Kenny Satterfield quien registró 15 tantos, mientras que Carlos Martínez y Julius Nowsu lograron 14 puntos cada uno.

### Partido 3
| Fecha                    |                    | Resultado |                                 | Lugar                                         |
| ------------------------ | ------------------ | --------- | ------------------------------- | --------------------------------------------- |
| 20 de septiembre de 2006 | Metros de Santiago | 87 - 89   | Constituyentes de San Cristóbal | Palacio de los Deportes de Santiago, Santiago |

Los Constituyentes le arrebataron el tercer partido de la serie a los Metros finalizando con un resultado de 89 por 87, pasando a comandar la serie 2-1. Increíblemente, los Constituyentes remontaron una ventaja de 22 puntos que tenían los Metros al descanso. Los Metros dominaron totalmente los dos primeros cuartos del partido ganando el primero 24 a 18 y el segundo 36 a 20, dejando el marcador con una cómoda ventaja de 60 a 38. En los dos últimos cuartos, los Constituyentes presentaron una gran defensa y una mejorada ofensiva rotatoria que los llevó al triunfo.
Kenny Satterfield lideró una vez más a los Constituyentes con 24 puntos, mientras que Franklin Western y Julius Nwosu anotaron 16 y 13 puntos, respectivamente. Por los Metros, Amaury Filión registró 19 puntos, Dagoberto Peña logró 16 tantos y Ángel Sánchez anotó 11 puntos.

### Partido 4
| Fecha                    |                    | Resultado |                                 | Lugar                                         |
| ------------------------ | ------------------ | --------- | ------------------------------- | --------------------------------------------- |
| 22 de septiembre de 2006 | Metros de Santiago | 97 - 90   | Constituyentes de San Cristóbal | Palacio de los Deportes de Santiago, Santiago |

El cuarto partido de la serie, los Metros vencieron a los Constituyentes 97 por 90, empatando por segunda vez la serie pero esta vez a 2 partidos cada equipo. El juego se mantuvo muy igualado durante todo el trayecto hasta que a finales del último cuarto, donde los Metros con una eficiente defensa se llevó la victoria.
Por los ganadores, Amaury Filión logró 16 puntos y 8 rebotes, Joel Ramírez hizo su trabajo de armador y registró 12 puntos, 5 rebotes y 5 asistencias, mientras que Alejandro Salas logró un gran partido con 9 puntos y 8 rebotes en 16 minutos de acción. Kenny Satterfield de los Constituyentes, fue el líder del partido con 28 puntos, seguido de José Fortuna quien logró 14 puntos y 5 rebotes, mientras que Carlos Martínez registró 12 puntos. Franklin Western quien es una pieza importante de los Constituyentes, no jugó en el partido por culpa de una lesión.

### Partido 5
| Fecha                    |                                 | Resultado |                    | Lugar                                         |
| ------------------------ | ------------------------------- | --------- | ------------------ | --------------------------------------------- |
| 24 de septiembre de 2006 | Constituyentes de San Cristóbal | 82 - 73   | Metros de Santiago | Polideportivo de San Cristóbal, San Cristóbal |

Los Constituyentes lograron su tercera victoria en la serie tras ganar con una ventaja de 9 puntos a los Metros, con el marcador de 82 a 73. San Cristóbal comenzó liderando el partido con un resultado de 23-16 al concluir el primer cuarto, siendo liderados por la ofensiva de Franklin Western quien anotó 10 de esos 23 y la gran defensa de Julius Nwosu. Al terminar el segundo parcial, los Metros le dieron al vuelta al marcador cuando se fueron al descanso ganando 41 a 37, tras un gran trabajo defensivo que limitó a los Constituyentes a 14 puntos en el cuarto. En la segunda mitad, el dirigente de los Constituyentes implemento una zona defensiva en la que incluía tres jugadores pequeños en el tabloncillo. Esta estrategia le sirvió para superar la ausencia del estelar Franklin Western quien no jugó durante la segunda mitad por el problema de su lesión.

### Partido 6
| Fecha                    |                    | Resultado |                                 | Lugar                                         |
| ------------------------ | ------------------ | --------- | ------------------------------- | --------------------------------------------- |
| 26 de septiembre de 2006 | Metros de Santiago | 86 - 84   | Constituyentes de San Cristóbal | Palacio de los Deportes de Santiago, Santiago |

Los Metros ganaron un partido muy igualado que terminó con resultado de 86 a 84, para forzar el séptimo y último partido de la serie. El último minuto del partido fue donde se decidió el ganador del partido, cuando José Fortuna anotó un canasta y recibió una falta tras una penetración faltando nueve segundos por jugar. Fortuna anotó el tiro libre que puso el marcador 84 a 83 a favor de los Constituyentes. En la última jugada del partido, el puertorriqueño Carmelo Lee anotó un tiro de tres puntos faltando 0.6 segundos por jugar, dándole la victoria a los Metros con un espectacular final.
Carmelo Lee lideró a los Metros con 20 puntos, a los que agregó 8 rebotes, Charlie Rodríguez registró 15 puntos y 9 rebotes, mientras que Joel Ramírez anotó 13 puntos y repartió 8 asistencias. Por los Constituyentes, Julius Nwosu hizo un gran partido al lograr un doble-doble con 20 puntos y 11 rebotes, Kenny Satterfield registró su anotación más baja en la serie con 14 puntos tras salir del partido con 5 faltas personales y José Fortuna registró 10 puntos y 5 asistencias. Franklin Western se perdió su segundo partido en la serie por los problemas de lesión.

### Partido 7
| Fecha                    |                                 | Resultado      |                    | Lugar                                         |
| ------------------------ | ------------------------------- | -------------- | ------------------ | --------------------------------------------- |
| 27 de septiembre de 2006 | Constituyentes de San Cristóbal | 83 - 87 (T.E.) | Metros de Santiago | Polideportivo de San Cristóbal, San Cristóbal |

Los Metros derrotaron a los Constituyentes 87 a 83 en tiempo extra para proclamarse campeones de la Liga Dominicana de Baloncesto. Los Metros se llevaron otro emocionante partido con un tiro de tres puntos anotado por Joel Ramírez con 24 segundos por jugar del tiempo extra. Kevin Brashwell lideró a los Metros con 24 puntos, Carlos Rodríguez logró 19 puntos y 8 rebotes, mientras que Carmelo Lee agregó 12 puntos. Lee fue seleccionado Jugador Más Valioso de la Serie Final por su gran actuación durante toda la serie final.
Franklin Western comandó a San Cristóbal con 28 puntos (19 en la segunda mitad), mientras que Julius Nwosu logró otro doble-doble con 21 puntos y 14 rebotes.

## Roster del equipo campeón
| Metros de Santiago      | Metros de Santiago | Metros de Santiago   | Metros de Santiago     |
| #                       | Nombre             | Nacionalidad         | Posición               |
| ----------------------- | ------------------ | -------------------- | ---------------------- |
| 7                       | Kevin Braswell     | Estados Unidos       | Delantero de poder (4) |
| 13                      | Amaury Filion      | República Dominicana | Delantero de poder (4) |
| 26                      | Carmelo Lee        | Puerto Rico          | Delantero de poder (4) |
| 3                       | Osvaldo López      | República Dominicana | Delantero (3)          |
| 9                       | Franklin Matos     | República Dominicana | Delantero (3)          |
| 19                      | José Paulino       | República Dominicana | -                      |
| 11                      | Dagoberto Peña     | República Dominicana | Armador (1)            |
| 20                      | Joel Ramírez       | República Dominicana | Armador (1)            |
| 31                      | Charlie Rodríguez  | República Dominicana | Delantero de poder (4) |
| 17                      | Alejandro Salas    | República Dominicana | Delantero de poder (4) |
| 15                      | Ángel Sánchez      | República Dominicana | Delantero (3)          |
| Dirigente: Melvyn López |                    |                      |                        |